# Kotisaari (ö i Norra Österbotten, Nivala-Haapajärvi)
Kotisaari är en ö i Finland. Den ligger i sjön Pitkäjärvi och i kommunen Reisjärvi i den ekonomiska regionen  Nivala-Haapajärvi ekonomiska region  och landskapet Norra Österbotten, i den centrala delen av landet, 400 km norr om huvudstaden Helsingfors. Öns area är 0,2 hektar och dess största längd är 80 meter i öst-västlig riktning.